# 安德烈·沙赛涅

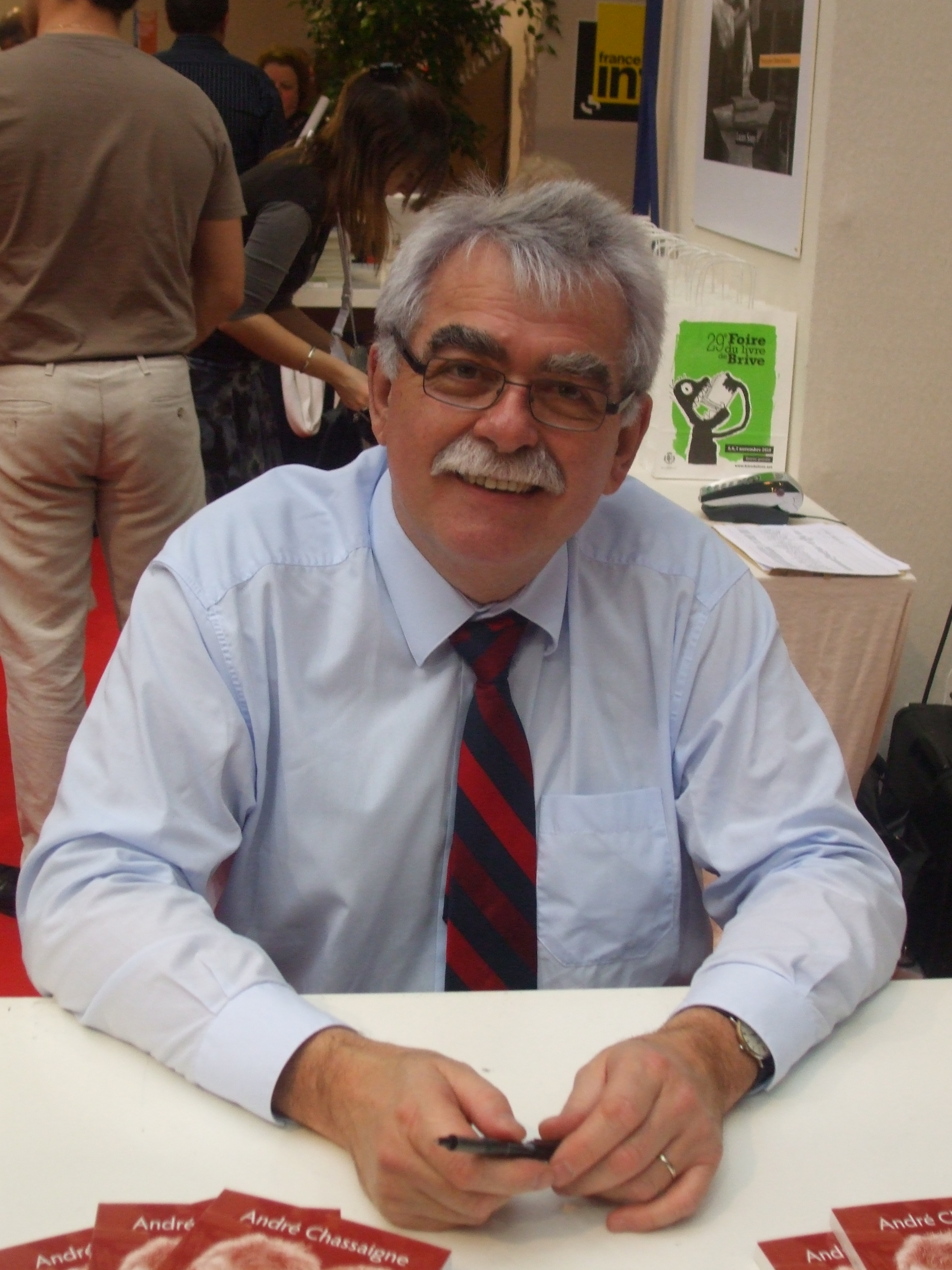
2010年的安德烈·沙赛涅

安德烈·沙赛涅（法語：André Chassaigne，法語發音：[ɑ̃dʁe ʃasɛɲ]；1950年7月2日—）是一位法国政治家，出生于克莱蒙费朗。他是法国共产党成员，自2002年以来一直担任多姆山省第五选区的国民议会议员，自2012年以来一直担任国民议会中民主与共和左翼党团的主席。